# Peromyia tumida
Peromyia tumida är en tvåvingeart som beskrevs av Jaschhof 2004. Peromyia tumida ingår i släktet Peromyia och familjen gallmyggor. Inga underarter finns listade i Catalogue of Life.